# Mézières-en-Vexin
Mézières-en-Vexin település Franciaországban, Eure megyében. Lakosainak száma 598 fő (2022. január 1.). Mézières-en-Vexin Guiseniers, Hennezis, Notre-Dame-de-l’Isle és Vexin-sur-Epte községekkel határos.

## Népesség
A település népességének változása:
| Lakosok száma | 326  | 466  | 621  | 635  | 633  | 627  | 613  | 603  | 595  | 598  |
|               | 1968 | 1982 | 1990 | 2006 | 2013 | 2015 | 2017 | 2019 | 2020 | 2022 |